# Henderson Hill
Henderson Hill är en kulle i Antarktis. Den ligger i Östantarktis. Nya Zeeland gör anspråk på området. Toppen på Henderson Hill är 453 meter över havet.
Terrängen runt Henderson Hill är kuperad åt nordost, men åt sydväst är den bergig. Trakten är obefolkad. Det finns inga samhällen i närheten.